# Вінницький технічний ліцей

## Історична довідка
Комунальний заклад "Вінницький технічний ліцей" відкрито 1 вересня 1993 року.
Ліцей розташований у центрі м. Вінниці за адресою 21050, вулиця Монастирська, будинок 4; на правому березі річки Південний Буг, у приміщенні, яке було побудовано в 1912 році для першої головної гімназії міста. Загальна площа ліцею 4232 м², проєктна потужність 680 місць.
Ліцей розташований в унікальному приміщенні, що було побудоване на території старовинної фортеці "Мури" в 1907 році як чоловіча гімназія. У 1918-1920 роках гімназія була перетворена на Вчительський Інститут. У 1919 році в приміщенні ліцею розташовується Міністерство Освіти УНР, оскільки в цей час у Вінниці зупинилася Директорія, емігруючи з Києва на захід від Денікінського режиму. У 1920 році в будівлі розміщується Вінницький інститут народної освіти (ВІНО), який існує тут до 1924 року. У 1926 році в будівлю переїжджає Український педагогічний технікум ім. Франка, який отримує статус вищого навчального закладу. У 1937 році інститут отримав назву Педагогічний інститут ім. Островського. Під час Другої світової війни будівля була дуже важко пошкоджена, а після реконструкції в ній розміщувалась середня школа №29. Але в 1975 році у зв'язку з тим, що школа отримує нове приміщення, тут починають працювати курси УВК. У вересні 1993 року в будівлі з'являється Вінницький спільний Україно-Американський технічний ліцей (ВСУАТЛ), який згодом реорганізується у Вінницький технічний ліцей. 
З 1995 по 2006 навчальний заклад закінчило 1115 учнів; нагороджено медалями 205 випускників: золотими – 111, срібними – 94.

## Концепція Вінницького технічного ліцею
Ліцей – заклад освіти для здібних та обдарованих дітей, що забезпечує здобуття освіти на рівні світових стандартів, здійснює науково-практичну підготовку, задовольняє різнобічні освітні запити особи.
Вихідними положеннями концепції є:
- спрямування змісту і організації навчально-виховної роботи в ліцеї на формування національної самосвідомості, поєднання діяльності його забезпечення випускникам ліцею, обсягу наукових і практичних знань на рівні світових стандартів;
- організація навчально-виховного процесу на основі максимального врахування і розвитку індивідуальних здібностей, нахилів, обдарованості дітей;
- організація виховної діяльності ліцею на розвиток здібностей, талантів, рис, якості відносин;
- використання набутих знань, умінь і навичок учнями для розбудови незалежної України і підвищення її громадян.

Головна мета ліцею – виховання і розвиток обдарованих і здібних дітей, сприяння збагаченню інтелектуального, творчого, культурного потенціалу України.
Основні завдання ліцею:
- виховання громадянина свого співтовариства, української нації, світу з усвідомленням його різноманітності та єдності, розуміння загальнолюдських цінностей крізь призму національної культури;
- забезпечення базової загальноосвітньої підготовки, що включає розвиток дитини як особистості, її нахилів, інтересів, здібностей, самовизначення, самореалізації з подальшим навчанням у вищому навчальному закладі;
- надання ліцеїстам можливостей для реалізації індивідуальних, творчих потреб, володіння системою знань та практичних умінь і навичок наукової, дослідно-експериментальної, конструкторської, винахідницької, раціоналізаторської діяльності, окремих видів професійної підготовки, народних промислів, роботи з технікою та новими технологіями;
- формування відповідальності перед суспільством за природну обдарованість;
- формування і відбір творчо обдарованих та здібних дітей;
- розробка і апробація нового змісту освіти, методів.

## Кадровий потенціал
Колектив ліцею – це 42 творчих педагога. Серед них:
- 1 нагороджений орденом “За заслуги” ІІІ ступеня;
- 8 педагогів нагороджені нагрудним знаком “Відмінник освіти України”;
- 1 вчитель-методист;
- 21 педагог має вищу категорію

## Особливості освітнього процесу
Тривалість навчання у технічному ліцеї – 4 роки. Всі групи ділять за профілями навчання, кількість яких встановлюється, виходячи з наявності матеріальної бази. Це радіомонтаж, основи економіки та бухобліку, інформатика та обчислювальна техніка, моделювання і конструювання одягу, машинопис. Для підготовки вступників в ліцей створюються групи з доліцейної пілготовки. Між доліцейними і ліцейними групами, а також курсами ліцею забезпечується єдність і взаємозв’язок, наступність мети, змісту, методів, засобів, організаційних форм навчання і виховання.
До ліцею приймаються підлітки, які закінчили 7 клас ЗОШ і пройшли екзаменаційні та тестові випробування. Пільги при вступі до ліцею надаються переможцям та призерам районних, міських та обласних олімпіад, а також конкурсантам виставок дитячої технічної творчості. Він забезпечує завершення середньої загальної освіти і, поряд з цим, дає поглиблену підготовку учнів з фізики, обчислювальної техніки та інформатики, української, англійської мови, біології, хімії (залежно від профілю), а також можливість отримати допрофесійну підготовку за однією із спеціальностей:
- оператора комп’ютерного набору;
- швеї-мотористки;
- монтажника радіоелектронної апаратури та приладів;
- друкарки;
- обліковця реєстрації бухгалтерських даних.

З цією метою ліцей  має свої навчально-виробничі майстерні, базові підприємства, може укладати угоди з ВУЗами, бути членом навчально-виробничих об’єднань, створювати учнівські, учнівсько-вчительські кооперативи тощо.
Ліцей працює за індивідуальним навчальним планом. Поглиблена підготовка учнів з профільних предметів досягається за рахунок вивчення спецкурсів за окремими програмами, проходження навчальних практикумів в лабораторіях та цехах підприємств, організацій, навчальних закладів.
Фінансова діяльність здійснюється за рахунок бюджетних асигнувань та коштів, які формуються з інших джерел (додаткові послуги, внески спонсорів, батьків та інших громадян). Додаткові надходження формують прибутки ліцею і розподіляються ним самостійно. Технічний ліцей звільняється від оподаткування прибутку без обмеження рівня рентабельності. Він також має право вирішувати такі питання в галузі організації роботи і оплати праці як затверджувати структуру, штатний розклад, встановлювати та змінювати посадові оклади, ставки в межах фонду зарплати, встановлювати надбавки за високі творчі і виробничі досягнення, розвивати зовнішньоекономічну діяльність, виготовляти товари народного споживання, визначати порядок і розміри преміювання працівників.
Вищим органом правління ліцеєм є конференція. Керівництво ліцеєм здійснюється його директором (директор ліцею Пастух Степан Корнійович), який призначається засновниками і несе персональну відповідальність перед ними за якість і ефективність роботи навчального закладу, проведення державної освітньої політики в життя, дотримання існуючого законодавства, виконання своїх зобов’язань на вимогу кредиторів, батьків в установленому законом порядку, дотримання вимог охорони праці, правил техніки безпеки та виробничої санітарії. В ліцеї створюється науково-технічна рада, яка здійснює керівництво ліцеєм у перервах між конференціями. До їх складу входять провідні вчені, промисловці, господарські працівники.
Уся навчальна та навчально-методична робота в закладі спрямована на вдосконалення педагогічної майстерності, розвитку творчого потенціалу вчителів, підготовку їх до вироблення оптимальних методик навчання та виховання ліцеїстів.
Науково-методична робота ведеться на основі диференційованого підходу до різних категорій працівників з урахуванням педагогічного досвіду, наслідків фахової атестації, результатів педагогічної діагностики.
Зміст і завдання навчально-методичної роботи знаходять відображення в розв’язку дидактичних, психолого-педагогічних проблем, в освоєнні і популяризації нових педагогічних технологій, в оновленні методичної роботи згідно із завданнями розвитку національної школи України.
У проведенні методичних заходів мають місце як традиційні форми (лекції, конференції, співбесіди), так і активні („круглі столи”, ділові і рольові ігри, педагогічні практикуми).
На основі діагностики планується розробка інформаційно-методичних матеріалів, видавнича діяльність. Методичні посібники вчителів ліцею, зміст яких охоплює актуальні проблеми методики, практичної спрямованості вивчення навчальних предметів мають велику популярність серед вчителів ліцею та міста і стають дієвими помічниками в педагогічній роботі, в удосконаленні методики і техніки уроку.

## Досягнення ліцею
Щороку учні ліцею займають призові місця на олімпіадах різних рівнів. Зокрема, впродовж 1995–2006 н.р. ліцеїсти вибороли на олімпіадах з базових дисциплін 562 призових місця на міських, 307 на обласних, 41 на Всеукраїнських (всього 910 місць).
Починаючи з 1999 року, ліцей має здобутки на міжнародному рівні:
- Галянт Валерій – золота медаль ХХХ міжнародної олімпіади з фізики (1999 р.),
- Ковалишен Євген – бронзова медаль ХХХІ міжнародної олімпіади з фізики (2000 р.),
- Фурман Роман – срібна медаль XXXVI Менделеєвської олімпіади з хімії (2003 р.).

Щороку, ліцеїсти - дипломанти комплексної олімпіади з математики, фізики та інформатики. Ліцеїсти постійні призери Всеукраїнських конкурсів – захистів науково-дослідницьких робіт Малої академії наук, різноманітних конкурсів, турнірів тощо.
Ліцей співпрацює з ФМГ №17 м. Вінниці, УФМЛ м. Києва, Рішельєвським ліцеєм м. Одеси. 

## Позакласна робота
Вся позакласна робота в ліцеї спрямована на розвиток здібностей ліцеїстів, розкриття їх талантів, утвердження навичок самоврядування, організація дозвілля та відпочинку. Для цього створено хорошу матеріальну базу. Це актовий зал на 250 місць, спортзал, бібліотека із затишним читальним залом.
У позаурочний час працюють клуби, гуртки, спортивні секції. Ліцеїсти мають можливість відвідувати заняття вокально-інструментального ансамблю, хореографічної студії. Ліцей технічний, але педколектив працює над вихованням всебічно розвинутої особистості.
З метою виховання в учнів самостійності, ініціативності у ліцеї діє добре налагоджене самоврядування шляхом загального голосування учні обирають президента, який керує п'ятьма міністерствами - науки, культури, внутрішніх справ, праці, фізкультури та спорту, а також щотижня проводить лінійки учнівського активу, де розглядяться різні питання життєдіяльності ліцеїстів.
Учні постійно беруть участь у різних конкурсах, концертах, змаганнях — кожен може знайти собі заняття по душі.

## Психологічна служба
До складу психологічної служби ліцею входять практичний психолог Мацера Ірина Василівна та соціальний педагог Щорс Вадим Володимирович.
Проводять просвітницьку робота з учнями, батьками, педагогічними працівниками.
Асоціація омбудсменів ліцею «Феміда» функціонує під керівництвом соціального педагога. Головною метою діяльності ліцейських омбудсменів – формування відповідальної активної позиції підлітків у реалізації прав у житті; розвиток навичок використання отриманих знань при вирішенні реальних ситуацій. Члени асоціації випустили презентаційний буклет про діяльність омбудсменів, відвідують засідання міського клубу «Бумеранг» у ВМПДЮ, беруть участь у проведенні засідань ліцейської асоціації омбудсменів, участь у засіданнях Ради профілактики правопорушень, проведенні інформаційних хвилинок для учнів 8-10 класів, проведенні заняття з елементами тренінгу, спільно з соціальним педагогом, на тему: «Як навчити дитину слухати?».
Головна мета роботи Ірини Мацери - направленість на здоровий спосіб життя, збереження ментального здоров'я та життя без насильства. 

Психологічна служба комунального закладу «Вінницький технічний ліцей» рекомендує відвідувати інтернет-сторінку http://social-vtl.blogspot.com, де всі охочі зможуть ознайомитися з діяльністю, розробками, фаховими матеріалами практичного психолога та соціального педагога.